# Прокуратура Європейського Союзу
Прокурату́ра Європе́йського Сою́зу (ПЄС; англ. European Public Prosecutor's Office / EPPO) — незалежний орган Європейського Союзу, який створено відповідно до Лісабонського договору і в якому братимуть участь 23 з 27 членів ЄС за процедурою посиленої співпраці (процедура, за якою принаймні дев'ять членів ЄС можуть установити власні механізми інтеграції та співпраці, в яких братимуть участь не всі члени ЄС). Офіс органу розташовуватиметься в районі Кірхберг міста Люксембург, поряд з Судом Справедливости та Європейським судом аудиторів. Очікується, що Прокуратура ЄС почне роботу восени 2020 року.
Необхідність створення такого органу була викликана великими втратами бюджету ЄС через корупцію та нецільове використання. Щороку махінації з ПДВ завдають збитків на 50 млрд євро. У 2016 році було втрачено 4.2 євро дотацій Європейського Союзу витрачених не за призначенням.
Першим Генеральним прокурором ЄС призначено Лауру Кевеші, колишню Генеральну прокурорку Румунії та колишню голову Антикорупційного управління Румунії, яка широко відома тим, що під її керівництвом прокуратура та антикорупційне управління успішно доводили до обвинувачувальних вироків справи щодо корупції в Румунії, в тому числі проти найвищих посадовців країни.

## Роль та структура
Роль Прокуратури ЄС полягатиме у розслідуванні та судовому переслідуванні шахрайства пов'язаного із бюджетом ЄС та інших злочинів проти фінансових інтересів ЄС, включаючи шахрайство щодо фондів ЄС на суму понад 10 000 євро та транскордонні випадки шахрайства з ПДВ, що завдають збитків на понад 10 мільйонів євро.
Раніше, лише національні органи влади могли розслідувати та переслідувати в судовому порядку ці злочини і не могли діяти поза межами своїх держав. Європейське управління з питань запобігання зловживанням та шахрайству, Євроюст та Європол, аналогічно, не мали можливості діяти так, як зможе діяти прокуратура. Вони не можуть проводити судові переслідування, для цього вони мають передавати справи національним правоохоронним органам, що значно ускладнює боротьбу із транскордонними злочинами.
Орган створено децентралізованим, його основу складатимуть прокурори в кожній державі-учасниці, делеговані Прокуратурою ЄС. В центральному офісі буде Генеральний прокурор ЄС із 20-ма європейськими прокурорами, а також технічний і слідчий персонал. Прокуратура ЄС може подавати запит на арешт підозрюваного, але це повинно бути підтверджено відповідним національним органом.

## Держави-учасниці

Держави-учасниці;
Інші держави ЄС, які не беруть участь.

У посиленому співробітництві беруть участь 24 країни-члени ЄС. До оригінального регламенту приєдналися 20 держав-членів. Іншим державам-членам, окрім Данії, яка відмовилася від участі у просторі свободи, безпеки і справедливости (AFSJ), дозволено приєднатися згодом. (Ірландія також має можливість відмовитися від участі в AFSJ, але форма відмови є більш гнучкою, що дає їй можливість брати участь у кожному конкретному випадку.)
Після вступу на посаду кабінету Рютте III Нідерланди офіційно подали запит на приєднання до ЄОКЗР 14 травня 2018 року. Їхню участь ухвалила комісія 1 серпня 2018 р. Мальта подала запит на приєднання 14 червня 2018 р., а їхню участь було схвалено 7 серпня 2018 р. Після того, як кабінет Туска III був призначений урядом Польщі, 5 січня 2024 року вона подала заявку на вступ до Європейської комісії. Заяву схвалено 29 лютого 2024 р. 13 листопада 2019 року Стефан Левен, прем’єр-міністр Швеції, заявив, що приєднання до ЄОКЗР є першою з трьох цілей політики ЄС для його уряду. У березні 2024 року уряд Швеції подав до парламенту законопроект, що містить законодавство про приєднання до ЄОКЗР, який було схвалено 29 травня. 5 червня 2024 року уряд Швеції повідомив про свій запит на участь у ЄОКЗР до Ради міністрів та Комісії ЄС, який Комісія ЄС схвалила 16 липня 2024 року.
Члени
- Австрія
- Бельгія
- Болгарія
- Греція
- Естонія
- Іспанія
- Італія
- Кіпр
- Латвія
- Литва
- Люксембург
- Мальта
- Нідерланди
- Німеччина
- Польща
- Португалія
- Румунія
- Словаччина
- Словенія
- Фінляндія
- Франція
- Хорватія
- Чехія

Інші члени ЄС, які не є учасниками і можуть приєднатись
- Ірландія
- Угорщина
- Швеція

Відмовились від приєднання
- Данія

## Створення
Європейська комісія 17 липня 2013 року внесла пропозицію щодо створення Прокуратури ЄС, засновану на мандаті Лісабонської угоди на створення такого відомства. Однак 7 лютого 2017 року Рада Європейського Союзу дійшла висновку, що стосовно запропонованого проєкту серед країн-членів нема консенсусу. В результаті, 17 країн-членів ЄС (Австрія, Бельгія, Болгарія, Греція, Естонія, Іспанія, Латвія, Литва, Люксембург, Німеччина, Румунія, Словаччина, Словенія, Фінляндія, Франція, Хорватія, Чехія) 14 лютого 2017 року звернулися з проханням внести проєкт на розгляд Європейської ради. Після того, як 9 березня 2017 року Європейська рада не досягла згоди, 16 країн-членів (попередні 17, окрім Австрії, Естонії та Латвії, але із Кіпром та Португалією) 3 квітня 2017 року повідомили Європейський парламент, Європейську раду та Європейську комісію, що вони все ж таки будуть створювати Прокуратуру ЄС за процедурою посиленої співпраці. Це було зроблено відповідно до статті 86 Договору про функціонування Європейського Союзу, яка передбачає спрощену процедуру розширеного співробітництва, що не потребує дозволу Європейської Ради.
Держави-учасниці узгодили текст законопроєкту про створення Прокуратури ЄС 8 червня того ж року. В цей момент до проєкту долучились Латвія та Естонія. Пропозиція була затверджена Європейським парламентом 5 жовтня 2017 року, а 12 жовтня 2017 року проєкт отримав остаточне схвалення 20-ма державами-учасницями, до яких приєднались Австрія та Італія. Прокуратура ЄС не матиме повноважень розпочинати розслідування чи судове переслідування злочинів, поки Європейська комісія не дасть на це дозвіл. Початково планувалось, щоб Прокуратура ЄС могла займатися також серйозними міжкордонними злочинами, такими як тероризм, але це не було погоджено.

## Законодавчий ґрунт
Створення Прокуратури ЄС було передбачене статтею 86 Договору про функціонування Європейського Союзу Лісабонської угоди. У статті зазначено наступне:
Започаткування
- Рада Європейського Союзу за спеціальною законодавчою процедурою може створити Прокуратуру ЄС на базі Євроюсту.
- Це має бути зроблено одноголосно в Раді та за згодою Європейського парламенту.
- Якщо Рада не може досягти одностайності, група з щонайменше дев'яти країн-членів ЄС може направити проєкт на розгляд до Європейської ради.
- Ці держави-члени можуть також приступити до встановлення посиленої співпраці між собою, після повідомлення про це Європарламенту, Європейської ради та Єврокомісії.

Функції
- Прокуратура, у взаємодії з Європолом, відповідатиме за розслідування, юридичне переслідування та притягнення до кримінальної відповідальності тих, хто пов'язаний із злочинами проти фінансових інтересів ЄС.
- Вона здійснюватиме цю функцію у відповідних національних судах.
- Положення про створення прокуратури має визначити правила, що регулюють виконання нею своїх обов'язків, включаючи правила щодо допустимості доказів.
- Європейська рада може внести зміни до договору після консультацій з Європейською комісією та отримання згоди Європарламенту, щоб розширити свої повноваження на тяжкі міжкордонні злочини.

## Перелік європейських головних прокурорів
| N° | Портрет | Ім'я                 | Термін                             | Рідна держава |
| -- | ------- | -------------------- | ---------------------------------- | ------------- |
| 1  |         | Лаура Кодруца Кевесі | 31 жовтня 2019 р. – теперішній час | Румунія       |

## Майбутнє
Поки що обмежена місія EPPO полягає в розслідуванні, кримінальному переслідуванні та притягненні до відповідальності в національних судах осіб, підозрюваних у правопорушеннях, що зачіпають фінансові інтереси Союзу. Так звана «Директива PIF» визначає, що це за правопорушення. Однак у майбутньому місія EPPO може бути розширена і на інші серйозні транскордонні злочини. Функції EPPO виконуються європейськими делегованими прокурорами в державах-учасницях, які мають такі ж повноваження, як і національні прокурори, на додаток до повноважень, наданих їм законодавством Союзу. Наприклад, європейський делегований прокурор може видати ордер на арешт або звернутися до компетентного національного судового органу з проханням видати ордер на арешт.

## Бюджет і розширення
У світлі прискорення виплати коштів з Плану відновлення ЄС, а також потенційного майбутнього розширення ЄФПОО на Польщу та Швецію, у лютому 2024 року ЄФПОО офіційно звернулася з проханням збільшити свій бюджет на 2024 рік на 7,8 млн. євро, щоб досягти загальної суми в 79,7 млн. євро.